# 塩沢槙
塩沢 槙（しおざわ まき、1975年12月11日 - ）は、日本の作家、写真家。東京都生まれ。

## 来歴
練馬区出身。東京女子学院高等学校を経て、2001年3月、駒澤大学文学部国文学科を卒業した。
1998年、日本写真学園（夜間部）を卒業した。1999年から2000年に英国ロンドンへ留学した。帰国後、大学在学中より仕事を始める。東京の街や文化、日々の生活・暮らしに興味を持ち、書籍の制作を中心に活動している。

## 著書
- 『バリ　ハイダウェイズ 』アップフロントブックス 2002.1.1
- 『東京プチ・ヒーリング Ｔｏｋｙｏ素敵ｂｏｏｋ 』河出書房新社 2007.2.1 (販売会社/発売会社：茉莉花社/河出書房新社)
- 『東京ノスタルジック喫茶店』河出書房新社 2009.4.25
- 『東京・横浜 リトル・カフェ物語』茉莉花社/河出書房新社 2010.9.12
- 『東京ノスタルジック喫茶店 2 郷慈の喫茶を訪ねて』河出書房新社 2011.7
- 『「手仕事」で夢をかなえる女性たち―ものづくりを生業にした２４人の物語』淡交社 2012.3
- 『農家かあさんのおいしい365日』淡交社 2013.3
- 『百年のしごと』東京書籍 2013.6.29
- 『明日へのしょうゆ すべてをなくした蔵元の、奇跡の再生物語』マガジンハウス 2014.3.6

### 共著
- 『海のバリへ Bali beach book』共著　塩澤幸登【著】、塩沢槇【写真】茉莉花社 2007.10.23